# Tony Thulani Tsabedze
Tony Thulani Tsabedze (Mhlambanyatsi, 29 de outubro de 1984) é um futebolista de Essuatíni que atua como meia-atacante. Atualmente joga no Mbabane Swallows.
Revelado pelo Mhlambanyatsi Rovers, time de sua cidade natal, jogou a maior parte da carreira na África do Sul, defendendo Supersport United (2 passagens), Silver Stars, Maritzburg United e Santos. Em 2011 assinou com o Mbabane Swallows.
Pela seleção nacional, Tsabedze é o recordista em jogos disputados (71 partidas entre 2003 e 2018), com 8 gols marcados (quarto maior artilheiro).

## Títulos
Supersport United
- Campeonato Sul-Africano: 2007–08

Mbabane Swallows
- Campeonato Suazi: 2011–12, 2012–13, 2016–17 e 2017–18
- Copa da Suazilândia: 2013 e 2016